# Хаштарак
Хаштара́к (арм. Խաշթառակ) — село в Тавушской области Армении. Село расположено к северу от Иджевана на правом берегу реки Агстев рядом с сёлами Лусаовит, Лусадзор, Акнахпюр и Дитаван.
Главой сельской общины является Айк Камалян.

## История
Благодаря благотворительной программе нидерландского отделения Всеармянского фонда «Айастан» был отремонтирован медпункт села, а за счёт благотворительного концерта, проведённого фондом в Ереване, было отремонтировано здание сельской школы.

## Выдающиеся уроженцы
- Завен Аветисян
- Артак Камалян
- Арсен Симонян

## Фотогалерея
- Пейзажи в районе села
- Панорама, открывающаяся с села Хаштарак
- Памятник 160 хаштаракцам, погибшим в Великой Отечественной войне
- Один из трёх крестов (символов села)